# Entodesma saxicola
Entodesma saxicola är en musselart som först beskrevs av Baird 1863.  Entodesma saxicola ingår i släktet Entodesma och familjen Lyonsiidae. Inga underarter finns listade i Catalogue of Life.